# Melastoma malabathricum
Melastoma malabathricum, auch Indischer Rhododendron und Singapur-Rhododendron (malaiisch Senduduk; thailändisch โคลงเคลงขี้นก, Khlong khelng khi nok oder englisch Malabar Melastome) genannt, ist eine Pflanzenart aus der Gattung Melastoma innerhalb der Familie der Schwarzmundgewächse (Melastomataceae). Sie ist im südöstlichen und östlichen Asien heimisch.

## Beschreibung

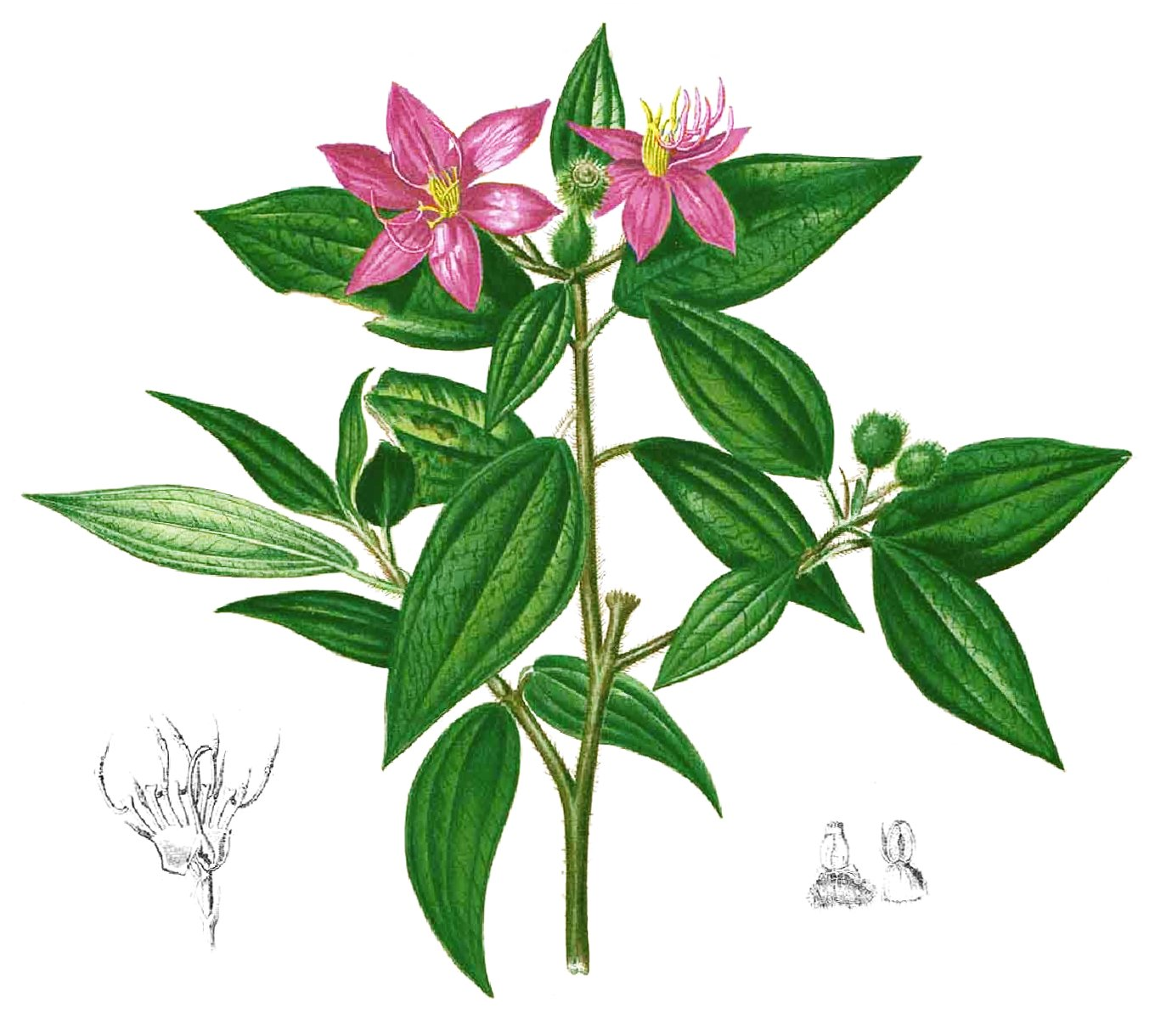
Illustration von Francisco Manuel Blanco

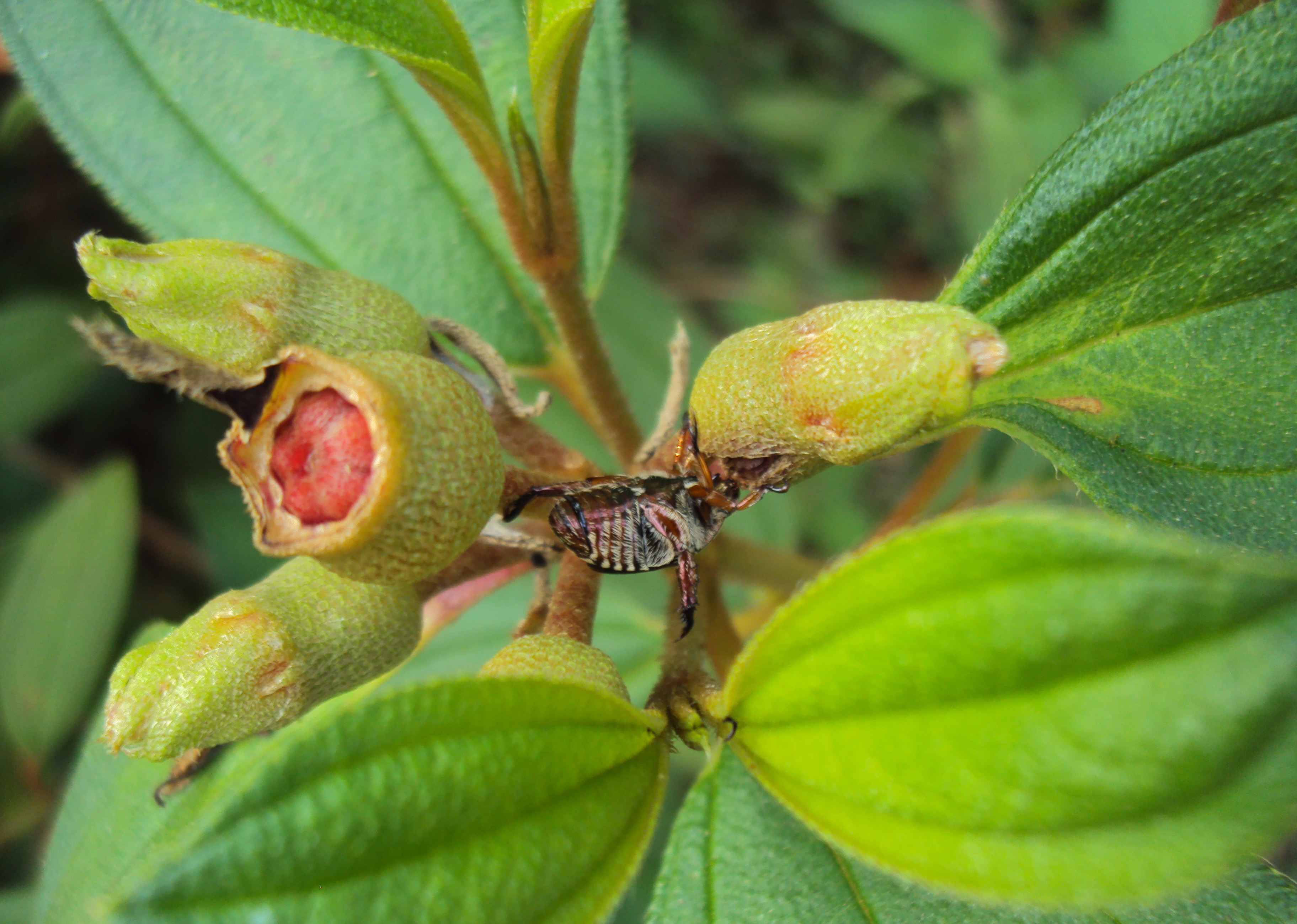
Man sieht in den Knospen noch die kleinen „intersepalaren“ Spitzen

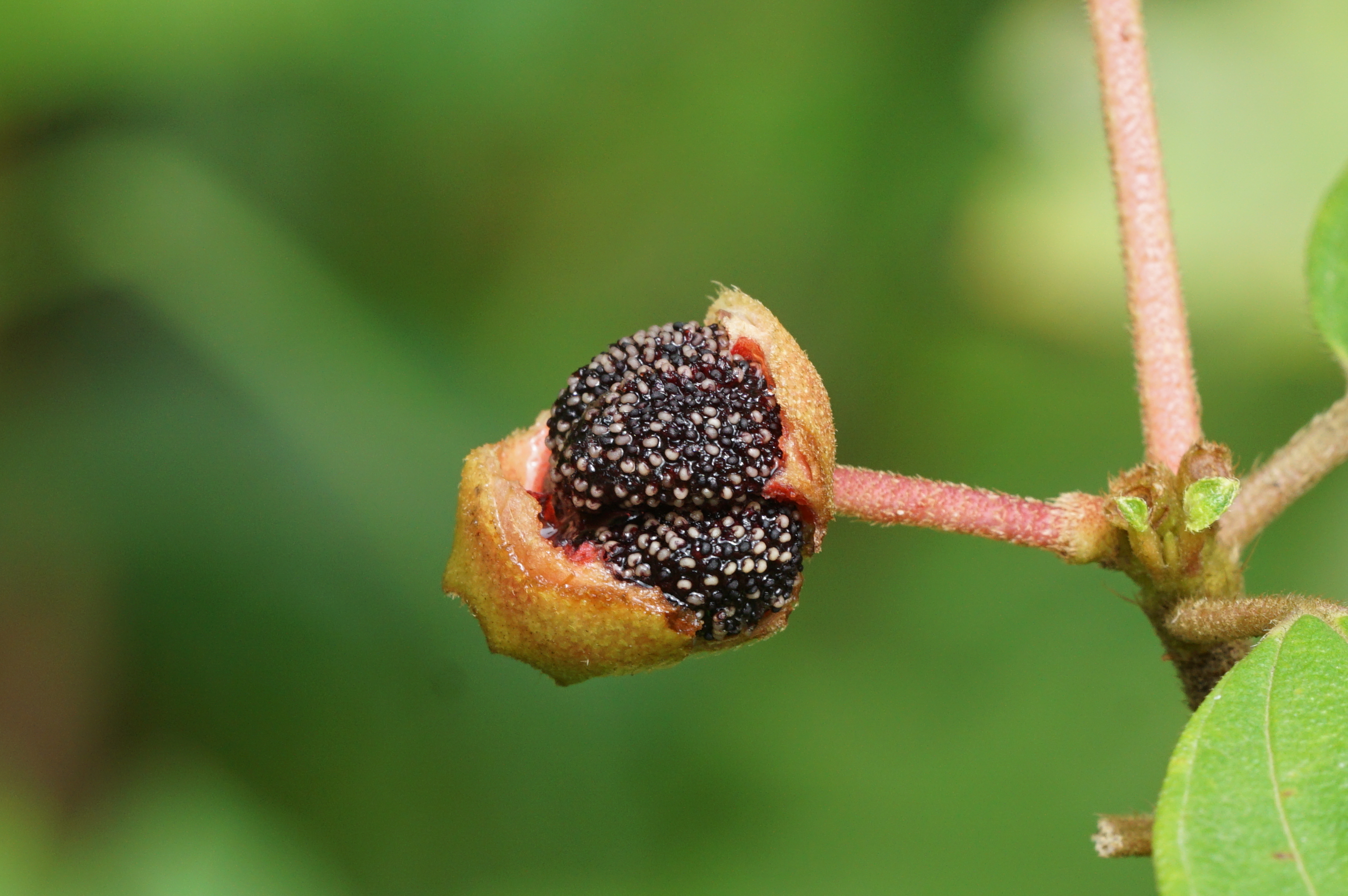
Aufgeplatzte Frucht und Sämchen

Melastoma malabathricum ist ein immergrüner Strauch, der Wuchshöhen zwischen 0,5 und einem Meter (in seltenen Fällen 2,5 Meter) erreicht. Die Stämme stehen aufrecht  und sind vierseitig bis annähernd zylindrisch. Die vielen Zweige sind niederliegend und dicht mit anliegenden Schuppen besetzt.
Die Blattstiele sind zwischen 0,5 und 1,9 Zentimeter lang. Die eher steife, papierartige und ganzrandige, spitze bis bespitzte Blattspreite ist eiförmig bis elliptisch oder verkehrt-eiförmig und misst 4 bis 14 Zentimeter in der Länge und 1,7 bis 3,5, in Ausnahmefällen bis zu 6 Zentimeter in der Breite. Sie ist ober- und unterseits dicht feinborstig und die Blattbasis ist spitz bis stumpf oder gestutzt und manchmal leicht herzförmig. Die handförmige Nervatur besteht aus mehreren, eingeprägten, bogenförmig vom Blattansatz zur Blattspitze verlaufenden Hauptadern. Diese sind durch abzweigende, parallele Seitenadern miteinander verbunden.
Die Blütenstände sind dicht schirmrispig sowie endständig und mit drei bis sieben Blüten besetzt. Jeder Blütenstand hat zwei blattartige Tragblätter an der Basis. Die Blütenstiele sind 2 bis 10 Millimeter lang und feinborstig, endständig sitzen zwei Vorblättern. Die Vorblätter sind eilanzettlich bis pfriemlich und zwischen 2 und 5 Millimeter lang und mehr oder weniger borstig sowie bewimpert. Die meist fünfzähligen und gestielten Blüten mit doppelter Blütenhülle sind zwittrig.
Der kleine Blütenbecher misst 5 bis 10 Millimeter im Durchmesser und ist dicht angedrückt schuppig-borstig, mit einem kurzfransigen kleinen Rand mit kleinen Spitzen. Die abfallenden, lanzettlichen bis eianzettlichen Kelchblätter sind zugespitzt. Sie sind beidseitig und am Rand schuppenartig borstig und behaart. Und es sind kleine, pfriemliche „intersepalare“ Spitzen vorhanden. Die ausladenden, kurz bewimperten und abgerundeten 5 Kronblätter sind rötlich bis purpur oder selten weiß und 2 bis 4 Zentimeter lang. Die meist 10 dimorphen Staubblätter sind ungleich lang, mit einem kleinen, zweilappigen Anhängsel am Staubfadenende, die 5 längeren sind mit purpurnen, langen und hakenförmigen Konnektiven, die 5 kürzeren, mit kürzeren, länglichen und gelben. Der mittelständige und mehrkammerige Fruchtknoten ist dicht borstig, mit an der Spitzen einem längeren Borstenkranz und einem langen, festen und hackenförmigen Griffel.
Die vielsamigen, unregelmäßig öffnenden Kapseln oder Beeren (Scheinfrucht) mit den Blütenbecherspitzen sind urnenförmig und messen 6 bis 15 Millimeter in der Länge und 6 bis 12 Millimeter in der Breite. Sie sind fleischig und dicht schuppenartig borstig. Die vielen, sehr kleinen Samen, im dunkel-violetten Fruchtfleisch, sind teils fertil und beige, diese sind etwas größer, wie die unfruchtbaren, anders geformten, dunklen. Die Blütezeit erstreckt sich von Februar bis August, die Fruchtreife von Juli bis Dezember.

## Vorkommen
Das natürliche Verbreitungsgebiet von Melastoma malabathricum reicht über Indien, Nepal, Myanmar, Kambodscha, Laos, Thailand, die Volksrepublik China, Vietnam, Japan, Malaysien, Indonesien bis auf die Philippinen. Die Art ist im Verbreitungsgebiet häufig.
Melastoma malabathricum  gedeiht in China in Höhenlagen von 100 bis 2800 Metern im offenen Grasland, in lichten Waldgebieten oder Bambuswäldern.

## Nutzung
Die Früchte sind essbar, wie auch die jungen Sprossen.
Die Pflanze wurde in vielen Teilen der Welt als Heilpflanze verwendet.
Melastoma malabathricum ist ein Hyperakkumulator von Aluminium und wird daher zur Phytosanierung eingesetzt.